# Простое число-палиндром
Простое число-палиндром — простое число, которое также является палиндромом, то есть его запись одинаково читается как справа налево, так и слева направо. Палиндромичность зависит от выбранного основания системы счисления, тогда как простота — нет.

## Десятичное основание
Несколько первых простых чисел-палиндромов в десятичной системе счисления (последовательность A002385 в OEIS):
2, 3, 5, 7, 11, 101, 131, 151, 181, 191, 313, 353, 373, 383, 727, 757, 787, 797, 919, 929, 10301, 10501, 10601, 11311…
В десятичной записи, за исключением 11, все простые числа-палиндромы содержат нечетное количество цифр, что следует из признака делимости на 11, по которому каждое палиндромное число с четным количеством цифр кратно 11. Неизвестно, существует ли бесконечное количество простых чисел-палиндромов по основанию 10. 
Самое большое известное простое число-палиндром по десятичному основанию по состоянию на 2023 год это:
101888529 - 10944264 - 1.
состоит из 1 888 529 цифр и было обнаружено 18 октября 2021 года Райаном Проппером и Сергеем Баталовым.
Звериное простое число-палиндром содержит в центре число зверя 666. Один из примеров — это связанное с несколькими суевериями простое число Бельфегора 1000000000000066600000000000001, в котором 666 окружено с обеих сторон тринадцатью нулями. Ещё один пример такого числа — 700666007.
Тройное простое число-палиндром — по определению Рибенбойма, это простое число-палиндром p из q цифр, где q — простое число-палиндром из r цифр, где r — простое число-палиндром. Например, p = 10 11310 + 4661664 ⋅105652 + 1, в котором q = 11311 цифр, а 11311 состоит из r = 5 цифр. Первое (по основанию 10) тройное простое число-палиндром — это 11-значное число 10000500001. Возможно и так, что тройное простое число-палиндром по основанию 10 также является палиндромом по другому основанию, и было бы весьма примечательно, если бы по другому основанию оно также было тройным простым числом-палиндромом.

## Другие основания
Известно также, что для любого основания счисления почти все палиндромные числа составные, то есть соотношение количества составных палиндромных чисел ко всем палиндромным числам меньше n стремится к 1.
В двоичной системе счисления простыми числами-палиндромами являются простые числа Мерсенна и простые числа Ферма. Все двоичные простые числа-палиндромы, кроме двоичного 11 (десятичное 3), содержат нечетное количество цифр, так как палиндромы с четным числом цифр делятся на 3.
Несколько первых двоичных простых чисел-палиндромов (последовательность A117697 в OEIS):
11, 101, 111, 10001, 11111, 1001001, 1101011, 1111111, 100000001, 100111001, 110111011, …
Простые числа-палиндромы по основанию 12 (десять и одиннадцать обозначаются зеркально отраженными 2 и 3):
2, 3, 5, 7, Ɛ, 11, 111, 131, 141, 171, 181, 1Ɛ1, 535, 545, 565, 575, 585, 5Ɛ5, 727, 737, 747, 767, 797, Ɛ1Ɛ, Ɛ2Ɛ, Ɛ6Ɛ,. . .